# Azémia ou les Sauvages
Azémia ou les Sauvages (Azémia eller Vildarna) är en fransk opera i tre akter med musik av Nicolas Dalayrac och libretto av Ange-Étienne-Xavier Poisson de La Chabeaussière.

## Historia
Operan hade premiär den 17 oktober 1786 på hovteatern i slottet Fontainebleau. Handlingen är bitvis inspirerad av Shakespeares komedi Stormen. Operan utspelas på en okänd öde ö och var tänkt att ha realistiska dekorer och kulisser. 